# Juri Fazi
Juri Fazi (* 3. Juli 1961 in Pesaro) ist ein ehemaliger italienischer Judoka.

## Sportliche Karriere
Der 1,82 m große Fazi trat international meist im Halbschwergewicht an, der Gewichtsklasse bis 95 Kilogramm. Bei italienischen Meisterschaften gewann er 1979, 1983, 1984 und 1985 im Mittelgewicht, 1987, 1988, 1989 und 1990 siegte er im Halbschwergewicht.
1979 und 1980 gewann er im Halbschwergewicht Bronze bei den Junioren-Europameisterschaften. 1983 gewann er bei den Mittelmeerspielen in Casablanca mit einem Finalsieg über den Tunesier Abdel Denoussi. Bei den Weltmeisterschaften 1983 in Moskau schied Fazi in seinem ersten Kampf gegen den Rumänen Costel Naftica aus.
Im Jahr darauf bei den Olympischen Spielen in Los Angeles gewann Fazi seinen ersten Kampf   gegen den Österreicher Robert Köstenberger nach 3:29 Minuten, im Viertelfinale unterlag er dem Brasilianer Douglas Vieira mit einer kleinen Wertung (Yuko). In der Hoffnungsrunde bezwang er den Senegalesen Abdul Daffé nach 24 Sekunden, verlor aber im Kampf um Bronze gegen den Isländer Bjarni Friðriksson durch Ippon nach 4:45 Minuten. Fazi war damit Olympiafünfter.
1985 schied Fazi bei den Weltmeisterschaften in Seoul im Viertelfinale gegen den Niederländer Ben Spijkers aus. 1987 gewann Fazi Bronze bei den Mittelmeerspielen, bei den Weltmeisterschaften in Essen unterlag er in seinem Auftaktkampf Koba Kurtanidse aus der Sowjetunion.
Bei seiner zweiten Olympiateilnahme 1988 in Seoul gewann er zum Auftakt gegen den Bulgaren Marko Walew in einem Kampf über die volle Dauer mit Waza-Ari, im Achtelfinale besiegte er den Kanadier Joseph Meli mit einer kleinen Wertung (Koka). Danach unterlag er dem Brasilianer Aurélio Miguel mit einer kleinen Strafwertung (Chui). In der Hoffnungsrunde schied er gegen den Briten Dennis Stewart mit einer Yuko-Wertung aus und belegte den siebten Platz.